# ETOPS
ETOPS(본명 : Extended-range Twin-engine Operational Performance Standards)는 항공기 용어로, 2개의 엔진이 달린 항공기가 운항 도중 하나의 엔진이 고장나서 나머지 엔진 하나를 가지고 운항할 수 있는 시간을 각 항공기별로 비상 착륙 대상 공항으로부터 1시간, 3시간 또는 특정 시간 이상 거리가 떨어져 있어도 운항을 할 수 있는 인증 제도다.
통상 항공기는 문제가 생겨도 자동차와는 달리, 길가에 세워 두고 정비를 할 수 없는 수단이기 때문에 정비를 위해서 착륙해야 하는 시간 및 공간이 필요하므로, 위와 같은 안전 제한 규정을 ETOPS라고 한다. 분 단위로 인증하며, 예를 들어 ETOPS-180은 엔진 하나가 고장났을 경우 3시간(180분) 내에 대체 공항 및 비행장에 비상 착륙하라는 뜻이다.
이를테면 인천국제공항에서 출발하는 에어버스 A330 여객기가 호주로 향하는 항공기의 기체에 이상이 생겼을 때에는 베트남, 태국, 말레이시아, 필리핀 등에 비상 착륙하는 식으로 볼 수 있다.

## ETOPS를 적용받는 항공기
본래는 쌍발기 한정으로 적용하는 제도였으나, 현재는 4발기에도 이 규정이 적용된다. 3발기인 맥도넬더글러스 DC-10이나 맥도넬더글러스 MD-11, 보잉 727, 록히드 L-1011, 투폴레프 Tu-154 또는 4발 제트엔진 항공기인 에어버스 A380, 에어버스 A340, 보잉 747, 보잉 707, 더글러스 DC-8, 일류신 Il-96은 물론, 전 세계적으로 보기가 매우 드문 6발 엔진 장착 항공기인 안토노프 An-225 등 쌍발기 이외의 다른 항공기들은 ETOPS 규제가 적용되지 않았으나 보잉 747-8 출시 이후 쌍발기 한정으로 적용되던 이 규정을 3발기 이상으로 확대했다. 다만 남아프리카 항공의 경우 아파르트헤이트에 대한 항의 차원상 레소토를 제외한 주변 국가들이 영공을 개방하지 않았고, 이 때문에 ETOPS에 제약이 생기게 되면서 에어버스 A340 등을 많이 운용하였던 것으로 보인다.

## 같이 보기
- 쌍발 제트기